# Adriano Júlio de Barros
Adriano Júlio de Barros (Campinas, 16 de abril de 1864 - São Paulo, 10 de dezembro de 1940) foi um médico, político e empresário paulista.

## Ascendência e estudos
Era filho do Comendador José Júlio de Barros e de Emerenciana Ferreira Zimbres de Queirós, portugueses da freguesia de Gouvães do Douro, Concelho de Sabrosa, Vila Real, que vieram para o Brasil na segunda metade do século XIX; neto paterno de Bernardo Rodrigues Salgado e de Justina de Barros; neto materno de Zeferino de Queirós e de Maria Ferreira Zimbres. Adriano de Barros fez seus primeiros estudos no Colégio Morton em sua cidade natal; prosseguiu neles ainda em Campinas, no afamado Culto à Ciência. Formou-se em medicina pela Faculdade do Rio de Janeiro, na primeira turma após a Proclamação da República, em 1889. Inicialmente trabalhou em São Paulo, como médico legista. De volta a Campinas, pouco tempo depois, logo se tornava um dos clínicos mais famosos da época.

## Atuação científica, social e política
Desde 1889, eclodiam em Campinas epidemias de febre amarela, de forma intermitente, quadro que persistiu até o final do século XIX. A febre vitimou parcela significativa da população, de modo a fulminar a economia da cidade, afugentando milhares de pessoas que, com medo, migraram sobretudo para a capital do Estado. Mesmo correndo risco de contrair a doença, o Dr. Adriano de Barros ali permaneceu, cuidando dos amarelentos, ao contrário de muitos médicos que fugiam aterrorizados ao lado de outros tantos cidadãos. Conhecia ele muito bem o mal amarílico, devido à sua estadia no Rio de Janeiro, onde grassava a moléstia. Com efeito, chefiou em sua cidade o Hospital de Isolamento e o Lazareto do Fundão, este último ao lado do Dr. Alves do Banho. Acabou contraindo a febre amarela, na última epidemia (1897), tendo sido tratado pelo eminente colega e amigo Dr. Guilherme da Silva.
Em Campinas, foi ainda irmão mesário da Santa Casa de Misericórdia e facultativo da Real Sociedade de Beneficência Portuguesa. Publicou diversos artigos na imprensa campineira e paulistana, debatendo sobretudo questões que versavam sobre a febre amarela.
Em 1902, mudou-se mais uma vez para a capital. Aí foi convidado pelo Dr. Emílio Ribas a tomar parte de importante estudo científico. Integrou, destarte, ao lado de Luís Pereira Barreto e Antônio Gomes da Silva Rodrigues, uma comissão incumbida de fiscalizar experimentos similares àqueles realizados pelo Dr. Carlos Juan Finlay em Cuba, no intuito de comprovar que o agente transmissor da febre amarela era o mosquito Stegomyia fasciata, hoje denominado Aedes aegypti. Esses históricos trabalhos, de que tomou parte também o médico Adolfo Lutz, acabaram por dirimir as muitas dúvidas que ainda pairavam no Brasil quanto à etiologia da doença. O relatório elaborado pela comissão serviu de base para que o Dr. Oswaldo Cruz pudesse pôr em prática seu trabalho de saneamento no Rio de Janeiro, eliminando os focos do mosquito transmissor que se espalhavam pela cidade.
A atuação de Adriano de Barros não se limitou apenas à área médica. Em São Paulo, tornou-se importante industrial, tendo sido o principal fundador da fábrica Silex (1908) e da Companhia Paulista de Louça Esmaltada (1912). Foi, destarte, o pioneiro da indústria de ferro esmaltado no Brasil. Dada a sua posição no meio empresarial paulista, ocupou, em dois exercícios (1930 e 1931) a presidência da Associação Comercial de São Paulo.
Foi, ainda, vereador em Campinas, nas legislaturas de 1896-98 e de 1899-901, chegando, nesta última a presidir a Câmara Municipal. Prestou serviços relevantes por ocasião da Gripe Espanhola (1918), assim como durante a Revolução Constitucionalista de 1932.

## Matrimônio e descendência
Adriano Júlio de Barros casou-se, em 1890, com Altemira Alves Couto de Barros, nascida em 27 de janeiro de 1871 e falecida em 17 de novembro de 1940, filha do major Antônio Francisco de Andrade Couto,  e de Maria Umbelina Alves Couto.  Dessa união advieram sete filhos: Altamiro Couto de Barros (falecido na infância); Adriano Couto de Barros, casado com Janete Perad de Barros; Maria Amélia Couto de Barros, solteira; Argemiro Couto de Barros, casado com Ana de Camargo Dautre; Antônio Carlos Couto de Barros, casado com Décia Milano de Barros; Emerenciana Julieta Couto de Barros, solteira; e Lília de Barros Vicente de Azevedo, casada com Vicente de Paulo Vicente de Azevedo.